# Paisie Velicicovschi
Paisie Velicicovschi, cunoscut și ca Paisie de la Neamț sau Paisie cel Mare (în rusă Паисий Величковский, în ucraineană Паїсій Величковський; n. 21 decembrie 1722, Poltava, Malorusia – d. 15 noiembrie 1794, Mănăstirea Neamț), a fost un călugăr și teolog ortodox care a contribuit la înnoirea monahismului ortodox prin redescoperirea scrierilor patristice și publicarea Filocaliei. El a fost un îndrumător al vieții monahale din Moldova și este considerat în prezent o figură de seamă a istoriei Bisericii Ortodoxe.

## Biografie
Ucrainean prin naștere, Piotr Velicikovski s-a născut la 21 decembrie 1722 în orașul Poltava din Malorusia, în familia preotului Ivan (preot la catedrala orașului) și a preotesei Irina. Piotr era al unsprezecelea din cei doisprezece copii ai familiei. Bunicul său era poetul Ivan Velicikovski.
Tatăl său murind de tânăr, mama sa l-a trimis pe micul Piotr să urmeze studii teologice. A studiat la Academia duhovnicească din Kiev (1735-1739), întemeiată de mitropolitul moldovean Petru Movilă, apoi a rătăcit mai mulți ani pe la mai multe schituri și mănăstiri în căutarea unui duhovnic bun. A intrat în 1740 ca frate la Mănăstirea Liubiețchi, apoi în 1741 a ajuns la Mănăstirea Medvedeski, unde a fost tuns rasofor, luând numele de Platon. Mănăstirea în care se afla a fost închisă în curând, din cauza tensiunilor politice din acel timp, așa că s-a transferat la Lavra Pecerska din Kiev. Aici a fost influențat de călugărul Ignatii, care i-a povestit de fervoarea isihastă pe care a găsit-o în mănăstirile din Țările Române, adusă de la Muntele Athos. În timpul Postului Mare din anul 1743, rasoforul Platon a călătorit la schiturile Dălhăuți, Trestieni - Râmnicu Sărat și Cârnu (unde se afla și pustnicul Onufrie). Primele două comunități moldovenești se aflau sub îngrijirea spirituală a starețului Vasile de la Poiana Mărului, care a avut o influență formativă importantă asupra vieții spirituale a lui Platon, învățându-l despre rugăciunea inimii. Cel de-al treilea schit se afla în Țara Românească. Toate trei urmau regula isihastă atonită.
În vara anului 1746, la vârsta de 24 de ani, pleacă la Muntele Athos în scopul de a-și desăvârși experiența monahală. El a ajuns la 4 iulie 1746 la Mănăstirea Pantocrator, unde se aflau călugări greci și slavi. A petrecut următorii patru ani în singurătate și rugăciune, nevoindu-se într-o sărăcie extremă. A fost călugărit în anul 1750 de starețul Vasile de la Poiana Mărului, aflat în trecere pe la Muntele Athos, care i-a schimbat numele în cel de Paisie. Urmând sfatul lui Vasile, el a decis să renunțe la viața austeră din pustiu și a devenit un conducător renumit al schitului isihast, format din ucenici români și slavi. În 1758 Paisie a fost hirotonit ieromonah (preot-călugăr) de către episcopul Grigorie de la Athos. Creșterea rapidă a comunității a determinat înființarea de către călugării de-acolo a schitului Sf. Prooroc Ilie, aflat sub administrarea Mănăstirii Pantocrator.
Paisie a înțeles că viața spirituală trebuie să se bazeze pe studiul textelor ascetice patristice. El a început să colecteze și să copieze scrierile Sfinților Părinți din vechime, folosindu-le ca un ghid în viața spirituală. Învățăturile sale au atras un număr mare de ucenici care doreau îndrumare în practicarea rugăciunii neîncetate. Paisie a scris învățături teologice pentru discipolii săi și a tradus în slavonă un număr mare de scrieri teologice grecești, inclusiv Filocalia. Paisie a rămas 17 ani pe Muntele Athos, copiind cărți patristice grecești și traducându-le în limba slavonă.
În vara anului 1763, starețul Paisie a plecat de la Muntele Athos cu două corăbii, în care se aflau 64 de ucenici. El avea intenția să reînnoiască viața spirituală de la schiturile din munții Buzăului, de care îl legau amintirile tinereții. Corăbiile au trecut prin strâmtoarea Bosfor și au ajuns la Galați, obștea găsind adăpost la schitul Vărzărești, din apropierea orașului Focșani. Starețul Paisie, împreună cu duhovnicii Visarion și Gheorghe, s-a deplasat la București, unde a cerut mitropolitului Grigorie al II-lea de la Colțea să le ofere o mănăstire, dar a fost refuzat. S-a îndreptat apoi către Iași, capitala Moldovei, unde au fost primit cu dragoste de mitropolitul Gavriil Callimachi, acesta din urmă era de origine română și fusese arhidiacon la Patriarhia Ecumenică și mitropolit al Tesalonicului (1745-1760), înainte de a fi ales ca mitropolit al Moldovei. Obștei venite de la Athos i s-a încredințat Mănăstirea Dragomirna cu toate moșiile, prin hrisovul din 31 august 1763 al domnului Grigore Callimachi (fratele mitropolitului). 
Paisie a revenit astfel în Moldova de la Muntele Athos și a devenit stareț la mănăstirea Dragomirna din apropiere de Suceava. Astfel, el și 64 de ucenici ai săi s-au mutat în septembrie 1763 în așezământul monahal ctitorit de mitropolitul Anastasie Crimca. Aici Paisie a continuat activitatea de transcriere și traducere a cărților patristice. Unul din ucenicii săi, călugărul Rafail a tradus, de asemenea, o selecție de texte din Filocalia în limba română. Comunitatea de la Dragomirna a crescut rapid, ajungând la aproximativ 350 de călugări. În această perioadă, împărăteasa Ecaterina a II-a a Rusiei a dăruit Mănăstirii Dragomirna în 1767 un policandru de cristal (expus astăzi în sălile muzeului de la Dragomirna) și clopotul cel mare numit Zaporojanul, în greutate de peste 1100 kg, care se află în clopotnița mănăstirii.
În ianuarie 1775, ca urmare a atitudinii de neutralitate pe care a avut-o în timpul conflictului militar dintre Turcia și Rusia (1768-1774), Imperiul Habsburgic (Austria de astăzi) a primit o parte din teritoriul Moldovei, teritoriu cunoscut ulterior sub denumirea de Bucovina. După anexarea Bucovinei de către Imperiul Habsburgic în anul 1775, localitatea Mitocu Dragomirnei a făcut parte din Ducatul Bucovinei, guvernat de către austrieci.
După ocuparea nordului Moldovei de către austrieci (1775) și impunerea de către aceștia a unor restricții cu privire la viața monahală (mănăstirile nu aveau voie să aibă mai mult de 25 de călugări), Paisie Velicicovschi pleacă în octombrie 1775 cu cea mai mare parte a obștei (circa 200 de călugări) la Mănăstirea Secu, iar în vara anului 1779 (în ajunul Praznicului Adormirii Maicii Domnului) se strămută pentru ultima dată la Mănăstirea Neamț. Acolo organizează obștea după rânduiala athonită, punând accent pe ascultare, smerenie și rugăciune. În perioada stăreției sale, obștea de la Mănăstirea Neamț a crescut la 700 de frați și a devenit curând un centru de pelerinaj, dar și de adăpostire a refugiaților. Starețul Paisie a tradus din operele Sfinților Părinți și a finalizat traducerea în slavonă a Filocaliei, care, în 1793, a fost tipărită în Rusia. Au fost identificate aproximativ 300 de manuscrise copiate în timpul său, din care 40 de el însuși. În 1790 Paisie a primit schima cea mare și a fost ridicat la rangul de arhimandrit cu prilejul unei vizite la mănăstire a arhiepiscopului Ambrozie Serebrenicov al Poltavei, care fusese adus de ocupanții ruși și numit ca exarh al Moldo-Vlahiei (1788-1792). El a acționat, de asemenea, în calitate de vicar al mitropolitului Moldovei.
Eforturile sale au contribuit la o reînnoire dinamică a vieții monahale isihaste, influențând monahismul ortodox din secolul al XVIII-lea. Mulți din proprii săi ucenici (dintre care unii au devenit la rândul lor maeștri spirituali), au dus învățăturile și misiunea lui în Rusia, unde au fondat noi mănăstiri dedicate tradițiilor isihaste. El a exercitat o influență imensă asupra monahilor de la Mănăstirea Optina, atât prin traducerile sale, cât și prin ucenicii săi precum Fiodor Ușakov. Traducerea Filocaliei, realizată de Paisie, a fost una dintre cărțile preferate ale lui Serafim de Sarov, care a primit binecuvântarea de a merge la Sarov pentru a primi învățături spirituale de la Dosoftei din Kiev, ucenic al lui Paisie.
Starețul Paisie Velicicovschi a murit la 15 noiembrie 1794 și a fost înmormântat în gropnița bisericii voievodale a Mănăstirii Neamț. Mai târziu, el a fost canonizat de Biserica Ortodoxă Rusă (1988) și apoi și de Biserica Ortodoxă Română (1992) cu numele de Cuviosul Paisie de la Neamț, prăznuirea sa fiind la 15 noiembrie.

## Rugăciunea inimii
Una dintre cele mai cunoscute cărți despre Rugăciunea inimii este Calea pelerinului. Această carte conține povestea experiențelor spirituale ale unui pelerin neidentificat care rătăcește din loc în loc în Ucraina și Rusia în secolul al XIX-lea, rostind de mai multe ori rugăciunea inimii. Profesorul Aleksei Pentkovski de la Academia Teologică din Moscova l-a identificat pe acest pelerin necunoscut ca fiind Arsenie Troiepolski, un ieromonah ucrainean, care a trecut prin mai multe mănăstiri din Ucraina și apoi din Rusia. În această carte, precum și în altele care au fost publicate anonim, Arsenie scrie pe larg despre Sfântul Paisie Velicicovschi și despre sfinții din Ucraina.

## Venerare
Cuviosul Paisie este venerat pentru viața sa sfântă și pentru contribuția sa la renașterea monahismului și a spiritualității în România, Ucraina și Rusia, care a suferit în urma reformelor lui Petru I și Ecaterina a II-a. El a reînviat învățătura veche despre rugăciunea inimii, o învățătură aproape uitată în spațiul est-slav.
Centrul spiritual și cultural de la biserica "Adormirii Maicii Domnului" din Poltava este numit după Cuviosul Paisie.
La deschiderea Centrului în 27 noiembrie 2008, Patriarhul Kievului și al întregii Ucraine a declarat: „Importanța vieții lui Velicicovschi nu constă doar în faptul că el s-a rugat pentru noi, păcătoșii, dar și, de asemenea, prin faptul că ne-a arătat calea pe care fiecare creștin ar trebui să meargă”. Patriarhul Filaret a spus: „Doctrina lui Paisie Velicicovschi este importantă pentru că a arătat calea spre viața veșnică și a dat un exemplu cu privire la cum ar trebui să se trăiască pe pământ. Aceasta nu înseamnă că toată lumea ar trebui să meargă la mănăstire, ci înseamnă că toată lumea ar trebui să se gândească la bine, la sfințenie și la puritatea inimii”.
Pentru a-i cinsti memoria sfântului originar din Poltava, Episcopia de Poltava a Patriarhiei Kievului și a întregii Ucraine a instituit un premiu care să fie acordat persoanelor care contribuie la revigorarea vieții spirituale în Poltava, activând în sectorul public, în domeniul științei, artei și culturii.
Biserica ortodoxă Sf. Cuvios Paisie Velicicovschi din Livorno (Italia), este închinată acestui sfânt. Biserica ortodoxă română din Liverpool (Marea Britanie) este dedicată Sfântului Cuvios Paisie de la Neamț.